# Coleman Wong
Coleman Wong (ur. 6 czerwca 2004 w Hongkongu) – hongkoński tenisista.

## Kariera tenisowa
w 2018 zadebiutował w cyklu ITF Men’s Circuit, a w 2023 w turnieju głównym ATP Challenger Tour.
Startując w rozgrywkach juniorów, Coleman Wong w 2021 roku wygrał US Open w grze podwójnej chłopców, grając w parze z Maxem Westphalem. W kolejnym sezonie ponownie zwyciężył w turnieju gry podwójnej tym razem podczas Australian Open, gdzie grał z Bruno Kuzuharą.
W rankingu gry pojedynczej najwyżej był na 625. miejscu (26 czerwca 2023), a w zestawieniu gry podwójnej na 584. miejscu (13 lutego 2023).

### Finały juniorskich turniejów wielkoszlemowych

#### Gra podwójna (2–0)
| Końcowy wynik | Nr | Data             | Turniej                    | Nawierzchnia | Partner        | Przeciwnicy                          | Wynik finału   |
| ------------- | -- | ---------------- | -------------------------- | ------------ | -------------- | ------------------------------------ | -------------- |
| Zwycięzca     | 1. | 11 września 2021 | US Open, Nowy Jork         | Twarda       | Max Westphal   | Wiaczesław Bełynskyj Petr Nesterow   | 6:3, 5:7, 10:1 |
| Zwycięzca     | 2. | 28 stycznia 2022 | Australian Open, Melbourne | Twarda       | Bruno Kuzuhara | Alex Michelsen Adolfo Daniel Vallejo | 6:3, 7:6(3)    |